# Ixodes monospinosus
Ixodes monospinosus är en fästingart som beskrevs av Saito 1968. Ixodes monospinosus ingår i släktet Ixodes och familjen hårda fästingar. Inga underarter finns listade i Catalogue of Life.